# 궤도 교점

궤도 교점과 다른 궤도 요소들을 표시한 그림. 승교점(ascending node)이 표시되어 있다.

궤도 교점(영어: orbital node)은 천체의 궤도면과 기준면이 만나는 두 점을 말한다. 만약 궤도면과 기준면이 일치할 경우에는 궤도 교점이 생기지 않는다.

## 정의

두 타원 궤도에 대한 애니메이션(사진 클릭).

평면 한쪽의 기준 방향이 정의되면, 두 교점을 서로 구별할 수 있다. 지구 주회 궤도나 태양 주회 궤도의 경우, 승교점(Ascending node)은 천체가 기준면을 북쪽으로(보통 위로) 지나가는 점을 말하며, 강교점(Descending node)은 천체가 기준면을 남쪽으로 지나가는 점을 말한다. 태양계 바깥의 천체의 경우, 승교점은 천체가 관측자로부터 멀어지는 방향으로 기준면을 통과할 때, 강교점은 가까워지는 방향으로 통과할 때를 말한다.
교점의 위치는 "궤도 요소"라고 불리는 변수들 중 하나로 사용될 수 있고, 실제로 승교점 경도 또는 교점 경도로 사용된다.
"교점선"은 궤도면과 기준면이 만나는 교선으로, 두 교점을 직선으로 잇는다.

### 기준면
일반적으로 사용되는 기준면들은 다음과 같다.
- 지구 주회 궤도: 지구의 적도면. 경사지지 않은 궤도들은 "적도 궤도"라고 불린다.[4]
- 태양 주회 궤도: 황도.[4]
- 태양계 바깥의 천체의 경우, 관측자가 천체를 바라보는 선에 수직한 평면을 기준면으로 삼는다.[5]

## 기호와 명명
승교점의 기호는  (유니코드: U+260A, ☊)이고 강교점의 기호는  (유니코드: U+260B, ☋)이다.
중세부터 근대 초까지는 승교점과 강교점이 각각 "용의 머리"(라틴어: caput draconis, 아랍어: ra's al-jauzahar)와 "용의 꼬리"(라틴어: cauda draconis)로 불렸고, 달이 태양이 하늘에서 지나간 길(황도)을 지나갈 때로 정의되었었다.

## 달의 교점
지구 주위의 달의 궤도의 경우, 기준면은 지구의 적도면이 아닌 황도로, 황도와 백도가 만나는 점이 교점이 된다.

## 같이 보기
- 황도
- 오일러 각
- 승교점 경도